# Gustav Wilhelm von Achenbach
Pour les articles homonymes, voir Achenbach.
Gustav Wilhelm Achenbach, né à Siegen en 1847 et mort à Weidenau en 1911 est un inventeur allemand, un des pionniers de l'aviation.

## Biographie
Superintendant en bibliothèque, en 1874, il élabore avec Fritz Kraus une maquette d'aéroplane à hélices rotatives. Jules Verne en fait mention dans son roman Robur le Conquérant (chap. VI). 